# James Stillman
Pour les articles homonymes, voir Stillman.
James Jewett Stillman (né le 9 juin 1850 et mort le 15 mars 1918) est un important homme d'affaires américain ayant investi dans des propriétés foncières, des banques et des compagnies de chemin de fer à New York, au Texas et au Mexique. Il bâtit l'une des plus grosses fortunes des États-Unis au début du XXe siècle.

## Biographie

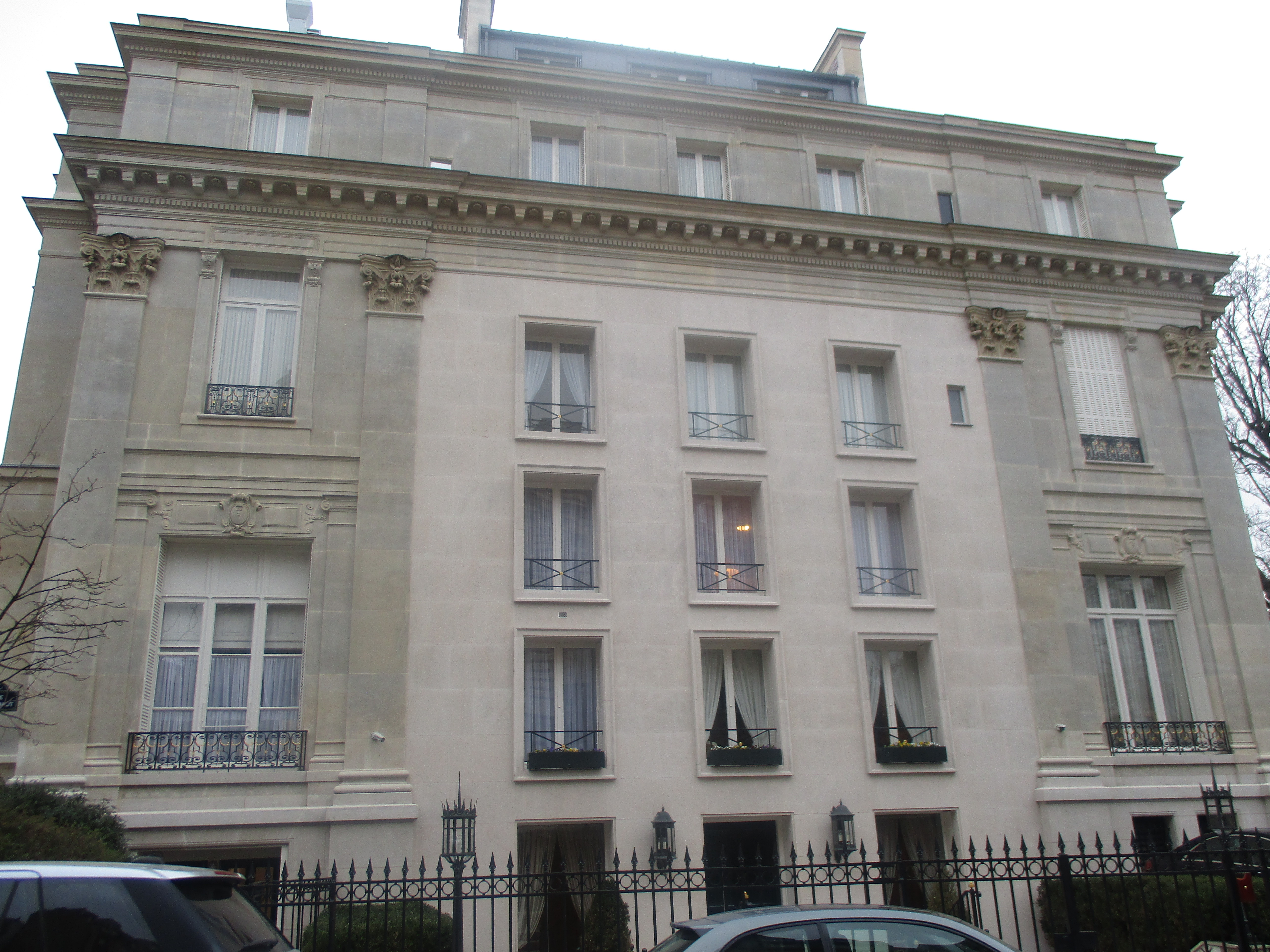
Hôtel Goldschmidt, 19 rue Rembrandt, Paris (James Stillman l'acquiert en 1906)

Fils d'Elizabeth Pamela Stillman (née Goodrich) et de Charles Stillman, James naît à Brownsville dans le Texas. Son père y possède plusieurs affaires importantes dont James devient propriétaire en 1872. Il les accroît considérablement en prenant le contrôle de seize banques du Texas et d'immenses terrains dans la vallée du Rio Grande, en particulier à Corpus Christi et à Kerrville. 
Avec W. H. Harriman, Jacob Henry Schiff et William Rockefeller, il prend le contrôle des plus importantes compagnies de chemin de fer (dont la Texas and Pacific Railroad, la Southern Pacific Railroad, l'International-Great Northern Railroad, la Union Pacific Southern Railway, la St. Louis, Brownsville and Mexico Railway, la Mexican National Railroad).
En 1876, Stillman appuie le coup d'Etat de Porfirio Díaz qui s'empare du pouvoir au Mexique lors de la « Révolution de Tuxtepec ». 
Il est élu président de la National City Bank entre 1891 et 1909 — avec John Pierpont Morgan et George Fisher Baker (en), il est l'un des trois banquiers à intervenir durant la panique bancaire américaine de 1907.
En 1906, il rachète l'hôtel particulier du banquier et collectionneur d'art Léopold Goldschmidt, situé à Paris, au no 19 de la rue Rembrandt, près du parc Monceau. Connu pour son engagement en faveur des victimes de la Grande Guerre, l'homme d'affaires fait don, en 1917, d'une somme d'un million de francs qu'il met à la disposition de l'ordre de la Légion d'honneur et installe un hôpital militaire dans son hôtel particulier parisien. En décembre 1914, il avait déjà donné 500 000 francs au gouvernement français pour les victimes du conflit.
Il est considéré comme le créateur de l'une des cent premières fortunes américaines.

## Descendance
Son fils ainé, James Alexander Stillman, devint aussi président de la National City Bank of New York. 
Ses deux filles (Sarah Elizabeth Stillman et Isabel Goodrich Stillman) épousèrent les deux fils (William Goodsell Rockefeller et Percy Avery Rockefeller) de son ami et associé, le dirigeant de la Standard Oil, William Rockefeller.  
Son petit-fils James Stillman Rockefeller devint à son tour le directeur général de la National City Bank de 1952 à 1959 et son président de 1959 à 1967.